# United States Sentencing Commission

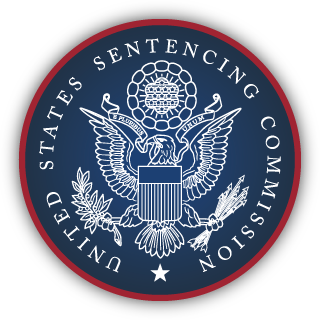
United States Sentencing Commission

Die United States Sentencing Commission ist eine unabhängige Behörde innerhalb der Judikative der Vereinigten Staaten und ist für die Festlegung von bindenden Grundsätzen für die Strafbemessung an Bundesgerichten zuständig. Die Kommission erlässt die Federal Sentencing Guidelines, die das vorherige, auf den Ermessensspielraum des Richters basierende, System ersetzen.
Der Kongress hat die Kommission 1984 mit dem Comprehensive Crime Control Act geschaffen. Die Verfassungsmäßigkeit der Behörde wurde im Urteil zum Fall Mistretta v. United Statess bestätigt, in dem der Oberste Gerichtshof befand, dass der Kongress die Kompetenz hat, die Festlegung von Strafbemessungsrichtlinien an eine unabhängige Behörde zu delegieren.
Die Kommission besteht aus sieben stimmberechtigten Mitgliedern, die vom Präsidenten mit Zustimmung des Senates für eine Amtszeit von sechs Jahren ernannt werden. Erneute Ernennungen nach Ende der Amtszeit sind zulässig. Nicht mehr als drei der Mitglieder dürfen Bundesrichter sein, und nicht mehr als vier dürfen derselben politischen Partei angehören. Der Attorney General oder ein von ihm benannter Vertreter sowie der Vorsitzende der United States Parole Commission sind von Amts wegen ebenfalls Mitglieder der Kommission.

## Derzeitige Mitglieder
| Name                                    | Beruf                                                                                 | Ernannt        |
| --------------------------------------- | ------------------------------------------------------------------------------------- | -------------- |
| Carlton W. Reeves (Vorsitzender)        | Richter, United States District Court for the Southern District of Mississippi        | 5. August 2022 |
| L. Felipe Restrepo (Vice chair)         | Richter, United States Court of Appeals for the Third Circuit                         | 5. August 2022 |
| Laura Mate (Vice chair)                 | Direktorin des Sentencing Resource Counsel                                            | 5. August 2022 |
| Claire McCusker Murray (Vice chair)     | ehemals stellvertretende United States Associate Attorney General                     | 5. August 2022 |
| Claria Horn Boom (Mitglied)             | Richterin, United States District Court for the Eastern District of Kentucky          | 5. August 2022 |
| John Gleeson (Mitglied)                 | ehemaliger Richter, United States District Court for the Eastern District of New York | 5. August 2022 |
| Candice C. Wong (Mitglied)              | Assistant United States Attorney for the District of Columbia                         | 5. August 2022 |
| Jonathan J. Wroblewski (von Amts wegen) | Direktor des Office of Policy and Legislation im US-Justizministerium                 |                |
| Patricia K. Cushwa (von Amts wegen)     | Vorsitzende der U.S. Parole Commission                                                |                |